# كوستامير
يعتبر الكوستامير (بالإنجليزية: Costamere)‏ مكونًا بنيويًا وظيفيًا لخلايا العضلات المخططة، والذي يربط القُسَيم العضلي للعضلة بغشاء الخلية (أي الغمد الليف العضلي).
الكوستاميرات هي تجميعات البروتين التي تتمركز محيطياً حول اللييفات العضلية، تمتد من الغمد الليفي العضلي من الخارج إلى الساركومير من الداخل. تقترن الكوستاميرات مع الساركومير المولد للحركة مع غمد الليف العضلي في خلايا العضلات المخططة، وبالتالي تُعتبر واحدة من عدة «كعوب أخيل» (نقاض ضعف) للعضلات الهيكلية، وهو مكون مهم في علم تشكل (المورفولوجيا) العضلات المخططة والتي عند تعرضها للخطر، يُعتقد أنها تساهم بشكل مباشر في الشفاء من عدة اعتلالات عضلية متميزة.
يحتوي مركب البروتين المرتبط بالديستروفين، والذي يُشار إليه أيضًا باسم مركب البروتين السكري المرتبط بالديستروفين، على العديد من بروتينات الغشاء المحيطي والمتكامل مثل ديستروجليكان وساركوجلايكان، والتي يُعتقد أنها مسؤولة عن ربط الجزء الداخلي لنظام الهيكل الخلوي للألياف العضلية الفردية مع البروتينات الهيكلية داخل المصفوفة خارج الخلية (مثل الكولاجين واللامينين). لذلك، هي واحدة من الخصائص الموجودة في غمد الليف العضلي مما يساعد الساركومير في النسيج الضام خارج الخلية كما أظهرت بعض التجارب. قد يرتبط بروتين ديسمن أيضًا بمركب البروتين المرتبط بالديستروفين، ومن المعروف أن مناطقه تشارك في إرسال الإشارات.

## تركيب
الكوستاميرات عبارة عن شبكات معقدة للغاية من البروتينات والبروتينات السكرية، ويمكن اعتبارها بأنها تتكون من مركبين بروتينيين رئيسيين هما: مركب ديستروفين-بروتين سكري ومعقّد إنتيجرين-فينكولين-تالين. ترتبط الساركوغليكانات الخاصة بمركب البروتين المرتبط بالديستروفين والإنتغرينات الخاصة بمعقّد إنتيجرين-فينكولين-تالين مباشرة ببروتين فيلامين سي، وهو أحد مكونات الساركومير، ويربط مركبات كوستامير البروتينية بمركبات الساركومير. مجدداً، يربط بروتين فيلامين سي فعليًا بين المركبين اللذين يشكلان الكوستامير والساركومير من خلال التفاعل مع وساركوجلايكان في DGC والإنتغرينات الخاصة بمعقّد إنتيجرين-فينكولين-تالين.
يتكون مركب البروتين المرتبط بالديستروفين من بروتينات محيطية ومتكاملة تعبر غمد الليف العضلي وتربط النسيج البيني خارج الخلية (ECM) بالهيكل الخلوي القائم على F-الأكتين. البروتينات الأساسية لمركب البروتين المرتبط بالديستروفين هي بالديستروفين ساركوجلايكان (بما في ذلك ألفا وبيتا وغاما ولمبدا ساركوجلايكان) ساركوسبان وديستروجليكان (ألفا وبيتا) وسينتروفين. يُعتقد أن هذه البروتينات تلعب دورًا مهمًا في الحفاظ على السلامة الهيكلية للغمد الليفي العضلي أثناء الانكماش والتمدد، ويؤدي فقدان هذه البروتينات الأساسية إلى حدوث تقلص تدريجي ناتج عن التلف.

## وظيفة
للكوستاميرات العديد من الوظائف الأساسية. أولاً، تحافظ على انسجام غمد الليف العضلي مع الساركومير أثناء الانقباض والاسترخاء اللاحق. كما أنها مسؤولة عن الانتقال الجانبي للحركة الانقباضية الناتجة عن الساركومير إلى الغمد الليفي العضلي والنسيج البيني خارج الخلية. ينقل 20-30 ٪ فقط من إجمالي القوة الناتجة عن تقلص الساركومير طوليًا، مما يشير إلى أن غالبية القوة الناتجة عن الساركومير تنقل في الاتجاه الجانبي، بشكل عمودي على ألياف اللييف العضلي المنكمش. تنتقل معظم القوة الناتجة عن الساركومير العميقة داخل الألياف العضلية بشكل عمودي إلى اللييفات العضلية المجاورة حتى تصل إلى اللييفات العضلية الطرفية. عند هذه النقطة، يوجه مركب الكوستامير القوة من خلال غمد الليف العضلي إلى النسيج البيني خارج الخلية. يساعد النقل الجانبي للقوة من خلال الكوستاميرات في الحفاظ على أطوال الساركومير متماثلة في خلايا العضلات المجاورة التي تخضع لسيطرة الوحدات الحركية المختلفة وبالتالي لا تتم مزامنتها في تقلصاتها النشطة؛ إذا كانت إحدى الألياف العضلية تتقلص بنشاط ولم تتقلص الألياف العضلية المجاورة، فإن انتقال القوة الجانبية يساعد على تقصير الألياف الثانية أيضًا. تقوم الكوستاميرات أيضًا بنقل القوى في الاتجاه المعاكس، حيث تنقل قوى الإجهاد الميكانيكي الخارجي من غمد الليف العضلي إلى الساركومير. تشارك الكوستاميرات أيضًا في حماية غمد الليف العضلي الضعيف نسبيًا والقابل للتغير من الضغوط الميكانيكية للانكماش والتمدد. تدعم البروتينات ميكانيكيًا طبقة ثنائية الدهون، وقد تسهل أيضًا الطي المنظم لغشاء البلازما الذي يقلل الضغط على الطبقة الثنائية أثناء الانكماش والتمدد. أخيرًا، تشارك الكوستاميرات أيضًا في تنسيق الإشارات ذات الصلة ميكانيكيًا.

## علم الأمراض
يساهم الخلل الوظيفي لبروتينات الكوستامير في الإصابة ببعض الأمراض العضلية، بما في ذلك الضمور العضلي واعتلال عضلة القلب.

## حركة
الكوستاميرات هي هياكل ديناميكية. اقترحت العديد من الدراسات أن الكوستاميرات تستجيب للمحفزات الميكانيكية والكهربائية والكيميائية. على سبيل المثال، يعد التوتر الميكانيكي أمرًا بالغ الأهمية في تنظيم بروتينات الكوستامير، والاستقرار، والتشكيل، وقد يستشعر الكوستاميرالذي يعاني من نقص الديستروفين بزيادة الضغط الميكانيكي ومحاولة التعويض عن طريق تنظيم الشعيرات.